# Эрика (растение)
Э́рика (лат. Érica) — обширный род вечнозелёных растений семейства Вересковые. Более 860 видов кустарников и полукустарников (изредка деревьев), распространённых в Африке, Средиземноморье, на островах Атлантического океана, на Кавказе. Наибольшее видовое разнообразие наблюдается в Южной Африке. Европейские виды этого рода относятся к редким даже в областях своего естественного ареала.
Эрика — один из двух (наряду с Рододендроном) крупнейших родов семейства Вересковые: число видов в нём составляет более восьмисот, то есть около 20 % от общего числа видов в семействе. Для растений из этого рода характерны мелкие листья и обильное цветение вытянутыми колокольчатыми цветками. Некоторые виды широко используются в декоративном садоводстве при создании объектов рекреации с камнями, а также в цветниках, парках, на приусадебных участках и т. п.
Эрики являются древними растительными реликтами и поэтому имеют важное значение в учебном процессе для студентов биологических факультетов.

## Название
Название рода происходит от др.-греч. ἐρείκη, которое, как считается, было адаптировано Плинием старшим в латинский язык, как erica в значении «вереск».

## Распространение
Родина большинства видов эрики — Южная Африка: там произрастает около шестисот видов; эти виды известны под обобщённым названием Капский вереск. Немало видов происходит и из других регионов Африки, а также из Западной Европы. На Средиземноморском побережье Африки и Европы растут примерно семьдесят видов. Один вид растёт в горах Кавказа. Восточная граница ареала рода доходит до Ирана.
В Европе эрика вместе с вереском формирует специфическую растительность так называемых вересковых пустошей (верещатников).
Как и все остальные Вересковые, эрики растут на кислых или очень кислых почвах — от сухих и песчаных до заболоченных.
|  |
|  |

## Филогенез рода
Вульф Е. В. утверждает, что семейство Ericaceae Juss. сохранилось в Европе с неогенового периода. Однако миграция растений, связанная с изменением климатических условий, наложила свой отпечаток и на формирование современного общего ареала Эрик. Вопрос о первичности или вторичности очага Эрик в Капской области, где наблюдается наибольшее видовое разнообразие рода, на сегодняшний день остается не выясненным. С определённой достоверностью можно сказать лишь о древности Эрик как реликтов неогенового периода, о чём свидетельствуют исследования по палеонтологии и сравнительной анатомии (Wilson и др., 1973).

## Биологическое описание
Представители рода — невысокие кустарники (от 0,2 до 2 метров). Исключения — виды эрика древовидная (лат. Erica arborea) и эрика метельчатая (лат. Erica scoparia): это крупные кустарники или низкорослые деревья, высота которых достигает семи метров.
Кора бурая или тёмно-серая.
Листья эрики расположены в мутовках или частично очерёдно. Их длина — 2—15 мм, они вытянутые (линейные или игловидные), с овальной листовой пластинкой, края которой загнуты вниз. В результате на абаксиальной (нижней) стороне листа образуется ложбина, защищённая от ветра, в которой находятся устьица. Лист подобного строения имеет специальное название — эрико́идный лист, причём встречается подобный тип листьев не только среди вересковых, но и среди растений, в таксономическом отношении весьма далёких от эрики.
Стебли тонкие, жёсткие.
Цветки удлинённые, колокольчатые, длиной от одного до нескольких сантиметров, при этом у европейских видов цветки более мелкие, чем у африканских. Окраска лепестков — от белой до тёмно-красной, лиловой и даже почти чёрной, редко жёлтой.
Плод — четырёхстворчатая коробочка, наполненная мелкими многочисленными семенами.

## Опыление
Большая часть видов эрики (80 %) опыляется насекомыми, остальные виды опыляются ветром и птицами.

## Использование

### Использование в медицине
Некоторые виды эрики — например, эрика перекрёстнолистная и эрика серая, — являются диуретиками и используются при лечении подагры.

### Использование в садоводстве
Многие виды эрики — декоративные садовые растения. Среди них есть как растения, которые не выносят заморозков и могут выращиваться только в условиях тропиков, так и весьма морозостойкие растения. Имеется несколько компактных видов, которые выращивают как комнатные растения.
Агротехника
Большинство видов эрики предпочитают нейтральную или кислую хорошо дренированную почву, но есть несколько видов (например, эрика мясистая и эрика дарлейская), которые хорошо переносят и известковую почву. Растения не любят органических удобрений. После цветения эрику рекомендуется обрезать. Размножение — семенами или черенками.

### Прочее использование
Некоторые виды эрики — хорошие медоносы.
Древесина эрики древовидной (бриар) используется для изготовления трубок для курения табака.

## Классификация

### Виды
Род Erica L. довольно многочисленный, однако единого мнения относительно общего количества видов рода нет и разные авторы называют от «более 500» до «более 800» видов. Подавляющее большинство видов составляют африканские. Относительно количества европейских видов на сегодня однозначности нет. Так, по А. Rehder (1949) их 13; И. Hansen (1950) и G. Krssman (1977) — 15; D.A. Web, Е. М. Rix (1972) — 16 видов. Первой публикацией о роде Erica была работа К. Линнея (1753). Исследования европейских видов этого рода показали, что одним из основных отличий между ними являются вегетативные признаки. Благодаря этому возможно свободное разделение естественных видовых групп по отличиям при обновлении цветоносных побегов, по наличию или отсутствию осей между главным и цветоносным побегами. По системе И. Hansen (1950) европейские виды рода Erica объединены в девять секций.
Erica — типовой род семейства Вересковые.

### Некоторые виды
- Erica arborea L. — Эрика древовидная. Один из немногих видов эрики, имеющий форму дерева; высота — до 6 м. Вид широко распространён: в Африке — от Канарских островов до Эфиопии, в Азии — до Ирана, встречается также в Португалии; в экваториальной Африке растение образует леса. Ствол обычно искривлённый[5].
- Erica caffra
- Erica ciliaris L. — Эрика реснитчатая [syn.  Erica ciliaris var. maweana (Benth.) Bean] [syn.  Erica maweana Backh.f.]
- Erica cinerea L. typus[13] — Эрика сизая, или Эрика серая, или Эрика пепельная. Европейский низкорослый вид с белыми или розовыми цветками; имеется множество культиваров[5]. Лекарственное растение (диуретик)[12].
- Erica darleyensis — Эрика дарлейская. Вид высотой до 60 см с белыми или розовыми цветками. Может расти на известковых почвах[10].
- Erica erigena R.Ross [syn.  Erica mediterranea auct.]
- Erica heliophila Guthrie & Bolus
- Erica herbacea L. — Эрика травянистая. [syn.  Erica carnea — Эрика мясистая]. Низкорослый вид (высота — до 30 см), встречающийся в горах Центральной и Южной Европы. Один из немногих видов эрики, который хорошо растёт на известковой почве. Цветки розовые. Имеется большое число культиваров[5].
- Erica linnaeoides — Эрика линнеевидная. Южноафриканский вид высотой около метра, цветущий ранней весной. Цветки частично белые, частично розовые. Видовой эпитет объясняется некоторой схожестью цветков этого вида с цветками линнеи (Linnaea)[5].
- Erica lusitanica Rudolphi
- Erica mackaiana
- Erica scoparia L.
- Erica speciosa — Эрика прелестная. Южноафриканский вид высотой до одного метра. Цветки красные с зелёными кончиками. Листья собраны в мутовки по три[5].
- Erica tetralix — Эрика четырёхмерная, или Эрика перекрёстнолистная. Европейский низкорослый вид, растущий в сырых лощинах, во влажных верещатниках. Отличительная особенность — то, что листья собраны в мутовки по четыре. Цветки мелкие, белые или розовые, как бы вздутые[5]. Хороший медонос. Лекарственное растение (диуретик)[12].
- Erica vagans L. — Эрика блуждающая
- Erica × wilmorei — Эрика Уилмора. Гибрид нескольких южноафриканских видов. Цветки трубчатые, нежно-розовые с белыми кончиками, покрыты с внешней стороны мягкими волосками. Широко распространён в Австралии, где его выращивают на срезку[5].

|                                                                               |  |  |  |
| Слева направо: Erica arborea, Erica mammosa, Erica lusitanica, Erica tetralix |  |  |  |

### Таксономическое положение
Род Erica (Эрика) наряду с родом Daboecia — Дабеция, с которым её иногда объединяют, а также с родом Calluna — Вереск образуют трибу Ericeae — Эриковые в составе подсемейства Ericoideae — Эриковые семейства Ericaceae — Вересковые.
Таксономическая схема:
| отдел Цветковые, или Покрытосеменные (классификация согласно Системе APG II) |                        |                        |                        |                        |                        |                        |                        |                        | |                        |                        |                        | |                        |                        |                        | |                        |                        |  | |  |
|                                                                              | порядок Верескоцветные | порядок Верескоцветные | порядок Верескоцветные | порядок Верескоцветные | порядок Верескоцветные | порядок Верескоцветные | порядок Верескоцветные | порядок Верескоцветные | порядок Верескоцветные                                                                                  | порядок Верескоцветные | порядок Верескоцветные | порядок Верескоцветные | порядок Верескоцветные | порядок Верескоцветные | порядок Верескоцветные | порядок Верескоцветные | порядок Верескоцветные                                                                               | порядок Верескоцветные | порядок Верескоцветные |  | ещё 44 порядка цветковых растений, из которых к верескоцветным наиболее близки Гераниецветные, Кизилоцветные, Кроссосомоцветные и Миртоцветные |  |
|                                                                              | семейство Вересковые   | семейство Вересковые   | семейство Вересковые   | семейство Вересковые   | семейство Вересковые   | семейство Вересковые   | семейство Вересковые   | семейство Вересковые   | семейство Вересковые                                                                                    | семейство Вересковые   | семейство Вересковые   | семейство Вересковые   | семейство Вересковые | семейство Вересковые   | семейство Вересковые   |                        | ещё 25 семейств, в том числе Актинидиевые, Бальзаминовые, Первоцветные, Сапотовые, Чайные и Эбеновые |                        |                        |  | ещё 44 порядка цветковых растений, из которых к верескоцветным наиболее близки Гераниецветные, Кизилоцветные, Кроссосомоцветные и Миртоцветные |  |
|                                                                              | подсемейство Эриковые  | подсемейство Эриковые  | подсемейство Эриковые  | подсемейство Эриковые  | подсемейство Эриковые  | подсемейство Эриковые  | подсемейство Эриковые  | подсемейство Эриковые  | подсемейство Эриковые                                                                                   | подсемейство Эриковые  | подсемейство Эриковые  |                        | ещё семь подсемейств, в том числе Вакциниевые (Вакциниум, Зеновия, Пиерис, Подбел…), Кассиопеевые (Кассиопея…), Подъельниковые (Грушанка, Зимолюбка, Одноцветка, Ортилия, Подъельник…), Стифелиевые (Змеелистник, Прионотес…) |                        |                        |                        | ещё 25 семейств, в том числе Актинидиевые, Бальзаминовые, Первоцветные, Сапотовые, Чайные и Эбеновые |                        |                        |  | ещё 44 порядка цветковых растений, из которых к верескоцветным наиболее близки Гераниецветные, Кизилоцветные, Кроссосомоцветные и Миртоцветные |  |
|                                                                              | триба Эриковые         | триба Эриковые         | триба Эриковые         | триба Эриковые         | триба Эриковые         | триба Эриковые         | триба Эриковые         |                        | ещё четыре трибы, в том числе Водяниковые (Водяника, Корема, Цератиола), Рододендроновые (Рододендрон…) |                        |                        |                        | ещё семь подсемейств, в том числе Вакциниевые (Вакциниум, Зеновия, Пиерис, Подбел…), Кассиопеевые (Кассиопея…), Подъельниковые (Грушанка, Зимолюбка, Одноцветка, Ортилия, Подъельник…), Стифелиевые (Змеелистник, Прионотес…) |                        |                        |                        | ещё 25 семейств, в том числе Актинидиевые, Бальзаминовые, Первоцветные, Сапотовые, Чайные и Эбеновые |                        |                        |  | ещё 44 порядка цветковых растений, из которых к верескоцветным наиболее близки Гераниецветные, Кизилоцветные, Кроссосомоцветные и Миртоцветные |  |
|                                                                              | род Эрика              | род Эрика              | род Эрика              |                        | роды Вереск и Дабеция  |                        |                        |                        | ещё четыре трибы, в том числе Водяниковые (Водяника, Корема, Цератиола), Рододендроновые (Рододендрон…) |                        |                        |                        | ещё семь подсемейств, в том числе Вакциниевые (Вакциниум, Зеновия, Пиерис, Подбел…), Кассиопеевые (Кассиопея…), Подъельниковые (Грушанка, Зимолюбка, Одноцветка, Ортилия, Подъельник…), Стифелиевые (Змеелистник, Прионотес…) |                        |                        |                        | ещё 25 семейств, в том числе Актинидиевые, Бальзаминовые, Первоцветные, Сапотовые, Чайные и Эбеновые |                        |                        |  | ещё 44 порядка цветковых растений, из которых к верескоцветным наиболее близки Гераниецветные, Кизилоцветные, Кроссосомоцветные и Миртоцветные |  |
|                                                                              | более 800 видов        |                        |                        |                        | роды Вереск и Дабеция  |                        |                        |                        | ещё четыре трибы, в том числе Водяниковые (Водяника, Корема, Цератиола), Рододендроновые (Рододендрон…) |                        |                        |                        | ещё семь подсемейств, в том числе Вакциниевые (Вакциниум, Зеновия, Пиерис, Подбел…), Кассиопеевые (Кассиопея…), Подъельниковые (Грушанка, Зимолюбка, Одноцветка, Ортилия, Подъельник…), Стифелиевые (Змеелистник, Прионотес…) |                        |                        |                        | ещё 25 семейств, в том числе Актинидиевые, Бальзаминовые, Первоцветные, Сапотовые, Чайные и Эбеновые |                        |                        |  | ещё 44 порядка цветковых растений, из которых к верескоцветным наиболее близки Гераниецветные, Кизилоцветные, Кроссосомоцветные и Миртоцветные |  |
|                                                                              |                        |                        |                        |                        | роды Вереск и Дабеция  |                        |                        |                        | ещё четыре трибы, в том числе Водяниковые (Водяника, Корема, Цератиола), Рододендроновые (Рододендрон…) |                        |                        |                        | ещё семь подсемейств, в том числе Вакциниевые (Вакциниум, Зеновия, Пиерис, Подбел…), Кассиопеевые (Кассиопея…), Подъельниковые (Грушанка, Зимолюбка, Одноцветка, Ортилия, Подъельник…), Стифелиевые (Змеелистник, Прионотес…) |                        |                        |                        | ещё 25 семейств, в том числе Актинидиевые, Бальзаминовые, Первоцветные, Сапотовые, Чайные и Эбеновые |                        |                        |  | ещё 44 порядка цветковых растений, из которых к верескоцветным наиболее близки Гераниецветные, Кизилоцветные, Кроссосомоцветные и Миртоцветные |  |
|                                                                              |                        |                        |                        |                        |                        |                        |                        |                        | ещё четыре трибы, в том числе Водяниковые (Водяника, Корема, Цератиола), Рододендроновые (Рододендрон…) |                        |                        |                        | ещё семь подсемейств, в том числе Вакциниевые (Вакциниум, Зеновия, Пиерис, Подбел…), Кассиопеевые (Кассиопея…), Подъельниковые (Грушанка, Зимолюбка, Одноцветка, Ортилия, Подъельник…), Стифелиевые (Змеелистник, Прионотес…) |                        |                        |                        | ещё 25 семейств, в том числе Актинидиевые, Бальзаминовые, Первоцветные, Сапотовые, Чайные и Эбеновые |                        |                        |  | ещё 44 порядка цветковых растений, из которых к верескоцветным наиболее близки Гераниецветные, Кизилоцветные, Кроссосомоцветные и Миртоцветные |  |
|                                                                              |                        |                        |                        |                        |                        |                        |                        |                        | |                        |                        |                        | ещё семь подсемейств, в том числе Вакциниевые (Вакциниум, Зеновия, Пиерис, Подбел…), Кассиопеевые (Кассиопея…), Подъельниковые (Грушанка, Зимолюбка, Одноцветка, Ортилия, Подъельник…), Стифелиевые (Змеелистник, Прионотес…) |                        |                        |                        | ещё 25 семейств, в том числе Актинидиевые, Бальзаминовые, Первоцветные, Сапотовые, Чайные и Эбеновые |                        |                        |  | ещё 44 порядка цветковых растений, из которых к верескоцветным наиболее близки Гераниецветные, Кизилоцветные, Кроссосомоцветные и Миртоцветные |  |
|                                                                              |                        |                        |                        |                        |                        |                        |                        |                        | |                        |                        |                        | |                        |                        |                        | ещё 25 семейств, в том числе Актинидиевые, Бальзаминовые, Первоцветные, Сапотовые, Чайные и Эбеновые |                        |                        |  | ещё 44 порядка цветковых растений, из которых к верескоцветным наиболее близки Гераниецветные, Кизилоцветные, Кроссосомоцветные и Миртоцветные |  |
|                                                                              |                        |                        |                        |                        |                        |                        |                        |                        | |                        |                        |                        | |                        |                        |                        | |                        |                        |  | ещё 44 порядка цветковых растений, из которых к верескоцветным наиболее близки Гераниецветные, Кизилоцветные, Кроссосомоцветные и Миртоцветные |  |
|                                                                              |                        |                        |                        |                        |                        |                        |                        |                        | |                        |                        |                        | |                        |                        |                        | |                        |                        |  | |  |